# Cirrosis

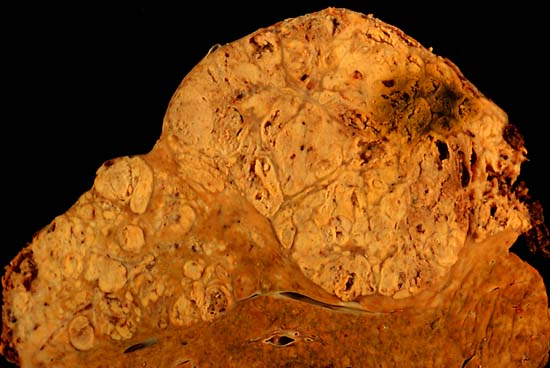
Cirrosis liderando un carcinoma hepatocelular (espécimen de necropsia)

La cirrosis (del griego: κιρρóς, (kirros, "amarillo anaranjado") y -ωσις (-ōsis, “patología”), es la pérdida de tejido del hígado.
Se denomina histopatología en la que las células del parénquima de un órgano interno cualquiera son sustituidas, al morir, por un tejido anormal de tipo cicatricial formado a partir del tejido estromal del propio órgano.
El término 'cirrosis'  fue acuñado por René Laënnec en 1805 al estudiar la cirrosis hepática y observar la presencia de gránulos amarillentos en el tejido hepático, debido esto a la presencia de pigmentos biliares. En general, el término 'cirrosis' queda reservado para la enfermedad hepática, denominándose la enfermedad pancreática como pancreatitis crónica, sin alguna relación fisiopatogénica con la hepática, salvo el posible origen etílico coincidente de la primera con algunos casos de la última. Tienen distintos aspectos morfológicos e histopatológicos, con ciertas analogías.
Esencialmente se trata de una enfermedad degenerativa acelerada del parénquima hepático, que como expresión final de múltiples etiologías, traduce una desestructuración del lobulillo hepático, por un estado de regeneración mantenido, que finalmente no consigue sostener la funcionalidad del hígado, al crecer de forma inapropiada hepatocitos que sin sus adecuados conductos de drenaje, y agravado por la fibrosis intersticial interlobulillar estromal, terminan produciendo insuficiencia hepática progresiva, y cursando por una serie de grados de afectación clínica relativamente correlacionadas con las anomalías morfológicas crecientes que se van produciendo.

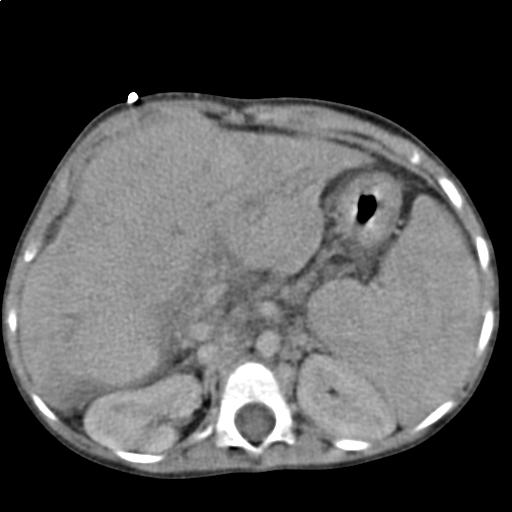
Cirrosis de hígado visto axialmente con tomografía computada de abdomen.

## Causas
Las causas más comunes e importantes son:
- Etilismo crónico.
- Hepatitis crónicas víricas, especialmente la hepatitis C, y en menor medida la hepatitis B, en respuesta a ciertas configuraciones genotípicas del huésped, con anormal respuesta autoinmune celular como origen principal de la patogenia, más que el propio virus en sí.
- Medicaciones o fármacos de ingesta crónica, que terminan comportándose como el daño alcohólico.
- Esteatohepatitis en relación con hígado graso causado por obesidad o trastornos metabólicos.

Además de la cirrosis hepática, son comunes la cirrosis pancreática, la renal y la biliar.[cita requerida]